# David Lametti

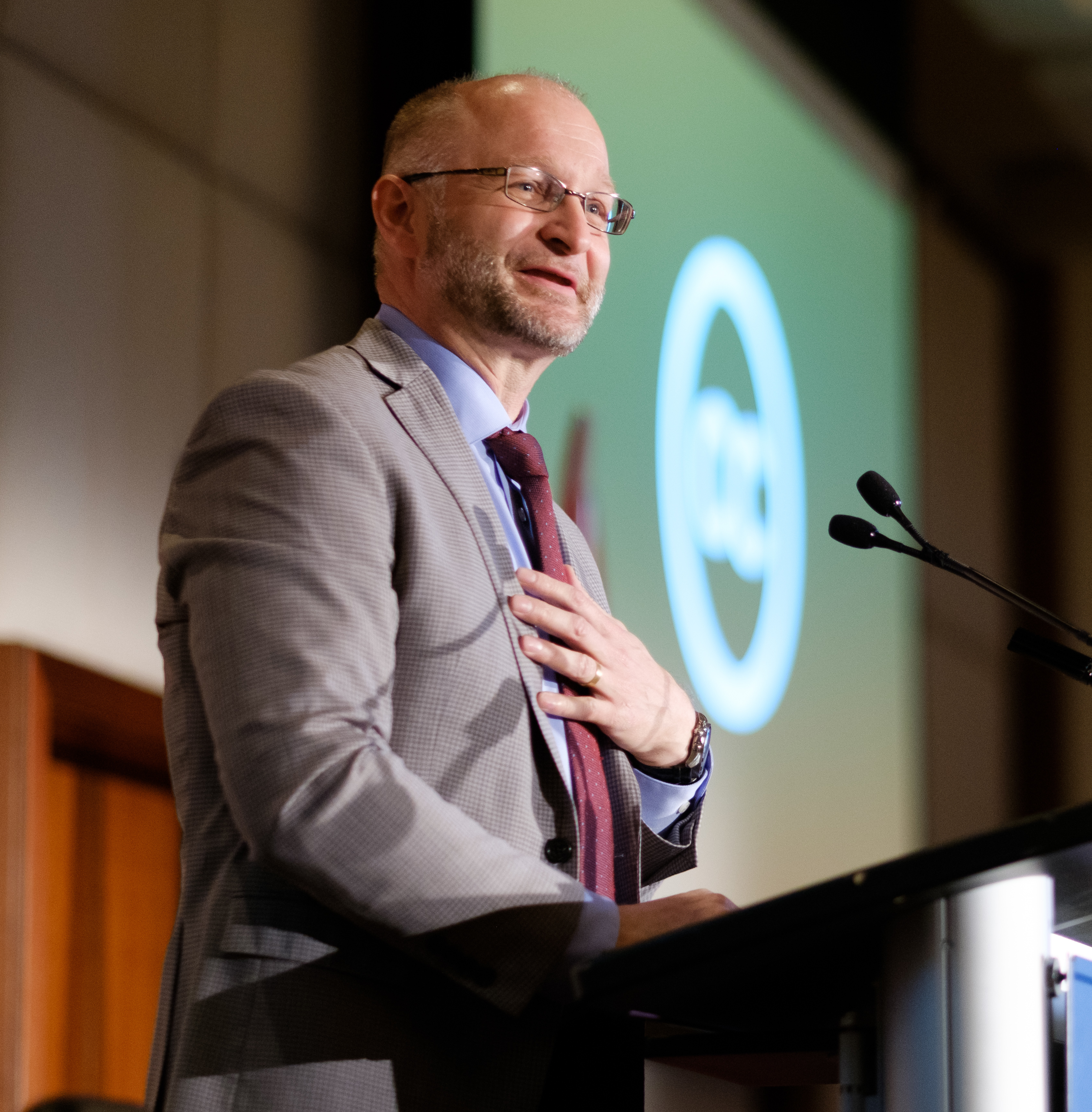
David Lametti (2017)

David Lametti PC (geboren am 10. August 1962 in Port Colborne, Ontario) ist ein kanadischer Rechtswissenschaftler und Politiker der Liberalen Partei. Bis zum 26. Juli 2023 gehörte er dem 29. Kanadischem Kabinett von Justin Trudeau als Justizminister und Generalstaatsanwalt Kanadas an. Zuvor war Lametti Professor für Rechtswissenschaften an der McGill University in Montreal.

## Leben
Lametti wurde als Sohn italienischer Einwanderer in der Stadt Port Colborne im Südwesten von Ontario geboren. Er studierte zunächst Wirtschafts- und Politikwissenschaft an der University of Toronto und schloss 1985 mit dem Bachelor of Arts ab. 1989 erwarb er an der McGill University einen Bachelor of Laws sowie einen Bachelor of Civil Law. Anschließend arbeitete er als Assistent von Peter Cory, Richter am Obersten Gerichtshof von Kanada, und besuchte die Yale Law School, die er 1991 mit dem Master of Laws abschloss. 1998 promovierte Lametti am Exeter College der University of Oxford mit der Arbeit Ethical Aspects of the Theory and Practice of Private Property zum Ph.D.
Von 1994 bis 1995 war Lametti Visiting Research Fellow an der University of New Brunswick. Seit 1995 ist er an der McGill University beschäftigt. Zunächst war er von 1995 bis 1997 Lecturer, dann bis 2003 Assistant Professor. In diesem Jahr wurde er zum Associate Professor und 2015 schließlich zum Full Professor ernannt. Von 2008 bis 2011 war er als stellvertretender Dekan der McGill University mit dem Zuständigkeitsbereich Akademische Angelegenheiten. Lametti gehört dem Institute of Comparative Law an, das er von 2000 bis 2004 leitete, und ist Mitbegründer des Centre for Intellectual Property Police, dessen Direktor er von 2009 bis 2012 war. Er gilt als Experte für Sachenrecht und Geistiges Eigentum.
David Lametti ist katholisch, verheiratet und hat drei Kinder. Er spricht Französisch, Englisch und Italienisch. Während seiner Zeit in Oxford war er Co-Kapitän des Eishockeyteams der Universität. Später war er als Fußballtrainer in zwei Montrealer Jugendligen aktiv.

## Politische Laufbahn
Als Jugendlicher arbeitete Lametti während der Unterhauswahl 1979 als Wahlhelfer für die Liberale Partei. Später gründete er deren Jugendverband im südlichen Ontario mit. Zur Unterhauswahl 2015 trat Lametti im Wahlkreis LaSalle–Émard–Verdun als Kandidat der Liberalen Partei an und zog mit 43,9 Prozent der Stimmen in das Kanadische Unterhaus ein. Vier Jahre später konnte er sein Mandat mit 43,5 Prozent der Stimmen verteidigen. Innerhalb des Parlaments gehört er der Kanadisch-Italienischen Parlamentariergruppe an.
Nach seinem erstmaligen Einzug in das kanadische Parlament wurde Lametti als parlamentarischer Staatssekretär zum Minister für internationalen Handel François-Philippe Champagne abgeordnet. Am 28. Januar 2017 wechselte er zum Minister für Innovation, Wissenschaft und wirtschaftliche Entwicklung Navdeep Bains. Am 14. Januar 2019 wurde er bei einem Kabinettumbau von Justin Trudeau zum 52. Justizminister und Generalstaatsanwalt Kanadas ernannt, nachdem die bisherige Amtsinhaberin Jody-Wilson Raybould das Ministeramt für Veteranenangelegenheiten übernommen hatte.